# Radrennbahn Reichelsdorfer Keller
Die Radrennbahn Reichelsdorfer Keller liegt im gleichnamigen Stadtteil Reichelsdorfer Keller im Süden Nürnbergs. Sie wurde 1904 erbaut und ist seit 2017 außer Betrieb.

## Radrennbahn

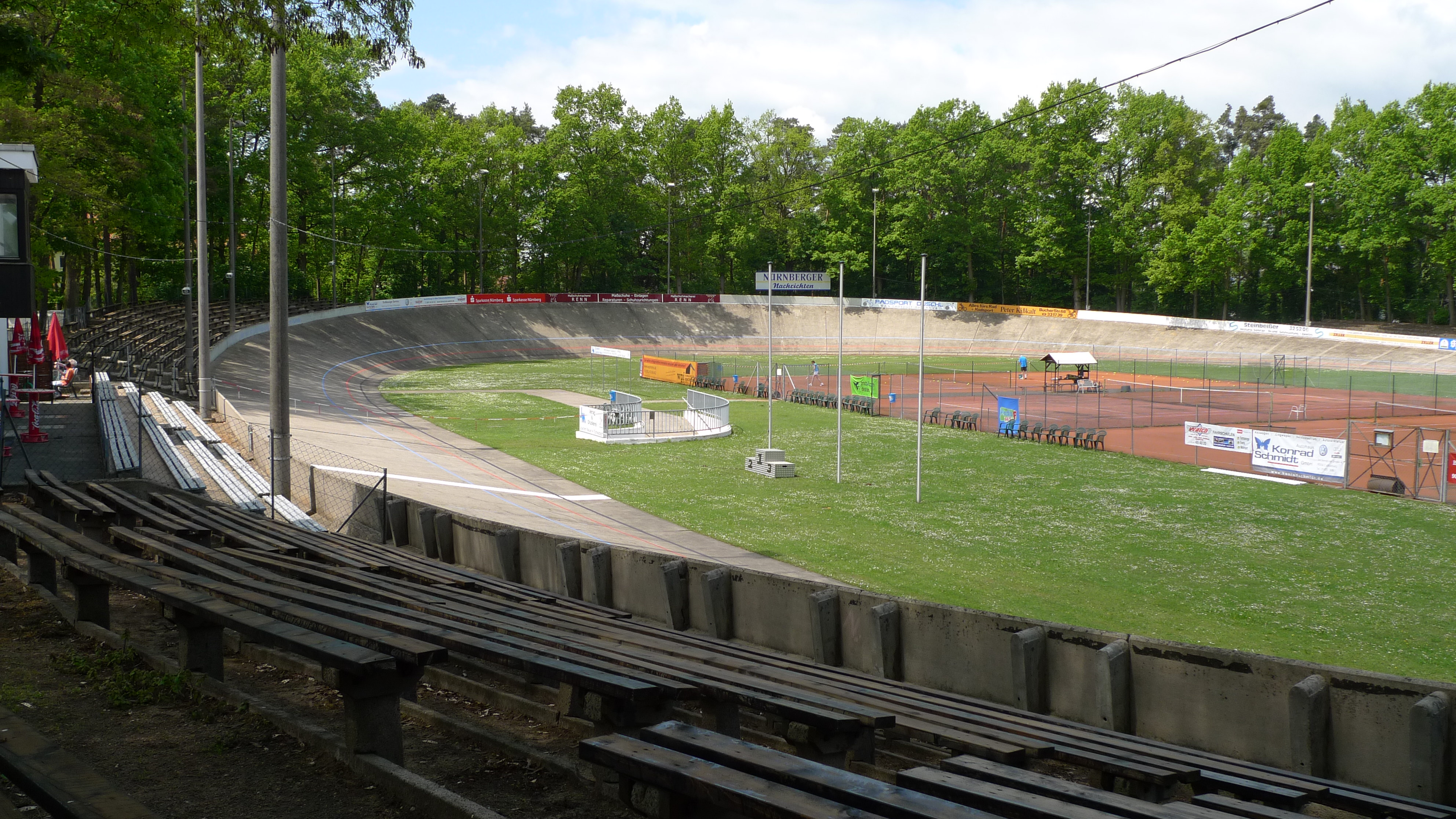
Radrennbahn Reichelsdorfer Keller

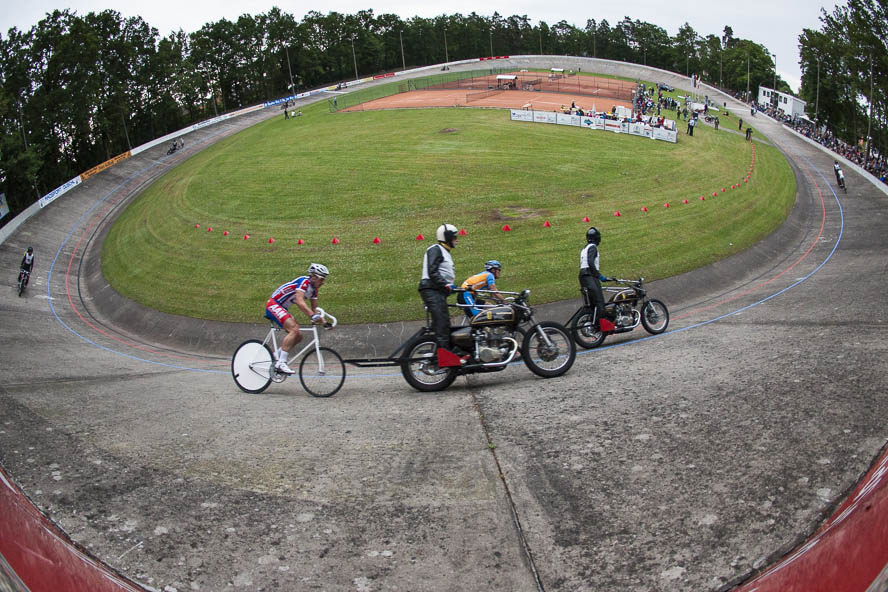
Steherrennen auf der Bahn (2010)

Die Radrennbahn entstand 1904 im Auftrag des ein Jahr zuvor von Radsportbegeisterten gegründeten Vereins Sportplatz. Zum Eröffnungsrennen auf der 400 Meter langen Bahn am 21. August 1904 kamen rund 10.000 Besucher. Bereits 1905 ließ der Verein auch eine Tribüne errichten. Ausgetragen wurden dort vor allem Steherrennen, bei denen der Fahrer mit seinem Rad im Windschatten hinter einem Motorrad fährt. Bis in die 1950er Jahre wurden auf der Bahn unter anderem Deutsche Meisterschaften und internationale Wettkämpfe ausgetragen, mitunter vor bis zu 15.000 Zuschauern. Im Juli 2003 wurde das 100-jährige Jubiläum der Bahn mit der Austragung der Deutschen Meisterschaft im Steherrennen gefeiert.
Ab den 1960er Jahren verlor der Sport und damit die Rennbahn jedoch an Beliebtheit. 1967 wurde sie noch einmal renoviert, erlangte jedoch nie mehr die ursprüngliche Berühmtheit. Nach der Rekonstruktion fanden im August 1967 die Deutschen Meisterschaften der Berufsfahrer auf dieser Bahn statt. 7000 Zuschauer sahen die Siege von Hans-Peter Kanters im Sprint, Siegfried Adler in der Einerverfolgung und von Wolfgang Schulze im Steherrennen. Eine Wiederbelebung der Bahn gab es 1968, als der Verein 10 Schrittmachermaschinen ankaufte und Nachwuchssteher ausbildete.
Im Februar 2016 wurde bekannt, dass der Abriss dieser Bahn geplant ist, da sie zu marode sei, um sie mit den zur Verfügung stehenden Mitteln zu sanieren. 2017 wurden letztmals nationale Stehermeisterschaften in Nürnberg ausgetragen. Auf dem Gelände soll ein Wohnquartier entstehen. Mit dem Verkauf des vereinseigenen Areals sollte der Bau eines modernen Velodroms finanziert werden, das künftig als Trainingszentrum dienen, aber auch für Steherrennen geeignet sein sollte. Der an der Oelser Straße geplante Neubau sollte 2021 in Betrieb genommen werden. Die Planungen an dieser Stelle wurden bis auf Weiteres abgebrochen.
Im Dezember 2022 beschloss der Rat der Stadt den Abriss, auf dem Gelände sollen rund 220 neue Wohnungen entstehen. Zuvor hatte sich die Natur bereits das Terrain zurückgeholt, und noch im Sommer hatte sich der Bund Naturschutz für den Erhalt der Radrennbahn eingesetzt, weil in den alten 200 Bäumen viele Tiere und Pflanzen leben, darunter auch gefährdete Arten. Auch der bayerische Verein der Landespfleger kritisiert den Umgang mit dem Gelände der Radrennbahn, die als ein überregionales Zeugnis der Industrie- und Sportgeschichte der Stadt gilt. Um daran zu erinnern, soll im Rahmen der Planung ein 30 Meter langes Teilstück der insgesamt 400 Meter langen Rennbahn mit einer Steilkurve als Denkmal erhalten bleiben.
Noch vor Beginn des Abrisses erhielt die Radrennbahn vom Landesverein für Heimatpflege den Negativpreis „Abriss des Jahres“. Das Denkmalnetz Bayern kämpft weiterhin für den Erhalt der Bahn.